# PhpMyAdmin
phpMyAdmin е уеб базиран инструмент за администрация на MySQL. Написан е на PHP.
С негова помощ могат да се извършват следните действия: създаване и изтриване на база данни, създаване/изтриване/променяне на таблици, добавяне/изтриване и редактиране на полета, изпълнение на SQL код, управление на ключове и други.

## Статус
Текущата версия на phpMyAdmin е 5.2.0 (10 май 2022 г.). Преведен е в различна степен на 54 езика, между които и български. Главните разработчици на проекта са Оливие Мюлер, Марк Делил, Александър М. Турек, Михал Чихарж и Гарвин Хикинг.

## Подобни проекти
- phpPgAdmin за работа с PostgreSQL
- phpMSAdmin, алтернатива, работеща с Microsoft SQL Server

### По-важни версии
- 0.9.0 (9 септември 1998 г.): Първа публична версия
- 1.0.1 (26 октомври 1998 г.)
- 1.2.0 (29 ноември 1998 г.)
- 1.3.1 (27 декември 1998 г.): Първа многоезична версия
- 2.1.0 (8 юни 2000 г.): Последна версия от първоначалния разработчик Тобиас Ратшилер.
- 2.2.0 (31 август 2001 г.): Първа стабилна версия от The phpMyAdmin Project.
- 2.3.0 (8 ноември 2001 г.): Показване на базите данни и таблиците, разделено в малки секции.
- 2.5.0 (5 ноември 2003 г.): Въведение в MIME базирана трансформационна система.
- 2.6.0 (27 септември 2004 г.): Подобрение на кодирането и поддръжката на MySQL 4.1
- 2.7.0 (4 декември 2005 г.): Подобрения в способността за внасяне, опростено конфигуриране, изчистен потребителски интерфейс и мн. др.
- 2.8.0 (6 март 2006 г.): Подобрения: скриване на базите данни, възможност за конфигуриране на ограничението на използваната памет, уеб базиран инсталатор.
- 2.9.0 (20 септември 2006 г.)
- 2.9.1 (9 ноември 2006 г.): оправени са няколко проблема със сигурността и грешки.
- 2.10.0 (28 февруари 2007 г.): подобрена графична среда, оптимизация за сървъри с множество бази данни
- 2.11.0 (22 август 2007 г.): създаване на изгледите от резултат от заявка и управление на тригери, процедури и функции. Последната версия поддържаща PHP4.
- 3.0.0 (27 септември, 2008 г.): Изисква PHP 5.2+ и MySQL 5.0+. Поддръжка на Maria и PBXT.
- 3.1.0 (28 ноември, 2008 г.): Нов инсталационен механизъм. Поддръжка на BLOBstreaming[неработеща препратка] и Swekey hardware authentication Архив на оригинала от 2008-12-05 в Wayback Machine.
- 3.2.0 (15 юни, 2009 г.)